# مارفن مارس
مارفن مارس (بالإنجليزية: Marvin March)‏ هو مصمم إنتاجي أمريكي، ولد في 8 مايو 1930.

## وصلات خارجية
- مارفن مارس على موقع IMDb (الإنجليزية)
- مارفن مارس على موقع أول موفي (الإنجليزية)
- مارفن مارس على موقع قاعدة بيانات الفيلم (الإنجليزية)